# سارا پارسونز
سارا پارسونز (انگلیسی: Sarah Parsons؛ زادهٔ july ۲۷, ۱۹۸۷ (۳۷ سال)) ورزشکار هاکی روی یخ اهل ایالات متحده آمریکا است.
وی در مسابقات کشوری و بین‌المللی در مجموع برندهٔ ۲ مدال طلا، ۱ مدال نقره، ۱ مدال برنز شده‌است.